# Jean-Baptiste Deschamps
Jean-Baptiste Deschamps, nacido en 1841 en Tournus y fallecido en 1867, en Nápoles, fue un escultor francés. Ganador del Premio de Roma en escultura en 1864

## Datos biográficos
Alumno de la École nationale supérieure des beaux-arts de París. allí fue alumno de Jouffroy.
Deschamps ganó el Premio de Roma en escultura el 20 de septiembre de 1864. El primer premio fue otorgado a Eugenio Delaplanche que nació en 1836, habendo sobrepasado la edad de 25 años establecida por la nueva reglamentación de 1864. Otro premio se concede a Deschamps.
La escultura presentada fue un bulto redondo titulado Ulises tensando su arco
Murió en Italia en 1867 y es entonces cuando el Gobierno compra "El Discóbolo" a su padre.

## Obras
Entre las mejores y más conocidas obras de Léon Deschamps se incluyen las siguientes:
- Ulises tensando su arco

título en francés: Ulysse bandant son arc ; Ulysse bandant l'arc que les prétendants n'ont ployer  Conservada en el museo de Tournus
- Tanaquil
- Joven romana -Jeune Romaine

- Caronte pasando el Estigia -Caron passant le Styx
- Busto de joven Napolitano - Buste de jeune napolitain
- Discóbolo